# Кораблище (Чечерский район)
Кораблище (бел. Караблішча) — деревня в Ровковичском сельсовете Чечерском районе Гомельской области Беларуси.
Рядом месторождение глины.

## География

### Расположение
В 19 км на юго-запад от Чечерска, 18 км от железнодорожной станции Буда-Кошелёвская (на линии Гомель — Жлобин), 46 км от Гомеля.

## Транспортная сеть
Рядом шоссе Довск — Гомель. Планировка состоит из прямолинейной, почти широтной ориентации улицы, застроенной двусторонне, преимущественно деревянными усадьбами.

## История
Основана в начале XX века переселенцами из соседних деревень. В 1926 году почтовый пункт. Рядом находился одноимённый хутор. С 8 декабря 1926 года до 30 декабря 1927 года центр Кораблищанского сельсовета Чечерского района Гомельского округа. В 1930 году организован колхоз «13 лет Октября», работала кузница.
Во время Великой Отечественной войны в боях за деревню и окрестности в ноябре 1943 года погибли 47 советских солдат (похоронены в братской могиле на юго-восточной окраине). 24 жителя погибли в годы войны. Согласно переписи 1959 года в составе подсобного хозяйства районного производственного объединения «Сельхозхимия» имени А. В. Суворова (центр — деревня Ровковичи).

## Население

### Численность
- 2004 год — 25 хозяйств, 57 жителей.

### Динамика
- 1925 год — 25 дворов, 135 жителей; на хуторе 1 двор, 7 жителей.
- 1959 год — 231 житель (согласно переписи).
- 2004 год — 25 хозяйств, 57 жителей.